# Leone di Vercelli
Leone di Vercelli (Hildesheim, 965 – 1026) fu vescovo di Vercelli dal 998/999 alla morte.

## Biografia
Leone iniziò la sua carriera ecclesiastica come arcidiacono ad Hildesheim, dove si ritiene sia nato, anche se alcuni lo considerano italiano. Era amico di Ottone III, imperatore dei Romani. Leone fu sempre un sostenitore della politica imperiale nel Nord Italia. Tramite l'imperatore conobbe Gerberto d'Aurillac, che fu papa Silvestro II dal 999 in poi. Per ordine di Ottone III, Leone rimase a Roma tra il 998 e il 999.
Nel 998/999 Silvestro II lo nominò vescovo di Vercelli, succedendo ad Adalberto. All'ufficio episcopale unì il lavoro per la cancelleria, così che l'imperatore gli conferì il titolo onorifico di origine bizantina di logoteta. Leone tenne un'ampia corrispondenza in tutto l'impero.
Dopo la morte dell'imperatore Ottone III, sostenne la politica degli imperatori Enrico II e Corrado II nella sua diocesi. Lottò contro Arduino d'Ivrea, divenendo il suo principale avversario nell'area. In un'occasione, Leone ebbe difficoltà a implementare con rigore la politica del governo; durante la ribellione di Guglielmo III del Monferrato e Olderico Manfredi II, i soldati appiccarono il fuoco al suo palazzo vescovile e l'intera città di Vercelli fu messa a ferro e fuoco.
Morì nell'anno 1026, due anni dopo l'ascesa dell'imperatore Corrado II.
Due delle sue opere sono state conservate; si tratta di poesie scritte in latino. Una rima riguarda i vantaggi del governo comune di imperatore e papa; in questa poesia rese omaggio anche a Pietro, vescovo di Vercelli nel X secolo, assassinato da Arduino di Ivrea. Una seconda poesia di Leo, intitolata Metrum leonis, è di contenuto scherzoso.